# Pham Thi Hoai
Phạm Thị Hoài (* 1960 in der Provinz Hải Dương, Vietnam) ist eine vietnamesische Schriftstellerin und Übersetzerin, die in Berlin lebt.

## Leben
Aufgewachsen im Norden Vietnams, kam Phạm Thị Hoài 1977 nach Ostberlin, um an der Humboldt-Universität zu studieren, wo sie 1983 als Archivarin diplomierte. Im gleichen Jahr erschien ihr erster Novellenband Fünf Tage. Zurück in Vietnam lebte sie in Hanoi, arbeitete in ihrem erlernten Beruf und begann zu schreiben. Ihren ersten Roman Thiên sứ (Die Kristallbotin) veröffentlichte sie 1988, der rasch in mehrere Sprachen übersetzt wurde. Seit 2000 lebt sie wieder in Berlin.
Sie ist Gründerin der Internetpublikation „Talawas“. Ihr neuester Blog heißt „Pro&Contra“ (procontra.asia). Sie hat zahlreiche Werke wichtiger deutschsprachiger Autoren ins Vietnamesische übersetzt: Franz Kafka, Bertolt Brecht, Thomas Bernhard oder Friedrich Dürrenmatt.

## Werke (Auswahl)
- Thiên sứ, Roman, 1988
  - deutsch: Die Kristallbotin, übersetzt von Dietmar Erdmann, Rowohlt, Reinbek bei Hamburg 1992, ISBN 3-293-20062-1
- Man Nuong 1995
  - deutsch: Sonntagsmenu, Kurzgeschichtensammlung, Unionsverlag, Zürich 1995
- Zwiesprache Vietnamesisch, in: du, Heft 7/8, 1997, S. 103–106

## Preise
- LiBeraturpreis (1993): für Die Kristallbotin
- Dinny O’Hearn Preis für literarische Übersetzung (2000)[1]